# Giovanni Furno
Giovanni Furno (né le 1er janvier 1748 à Capoue – mort à Naples le 20 juin 1837) est un compositeur et un pédagogue italien de la fin du XVIIIe et du début du XIXe siècle.

## Biographie
Furno est un élève au Conservatoire de Sant'Onofrio à Naples, où il enseigne également de 1775 à 1797. Après cela, il est jusqu'en 1808 professeur de composition au Conservatoire de la Pietà dei Turchini et enfin au Conservatoire Royal de Musique San Pietro a Majella.
Il est considéré comme le meilleur professeur du Conservatoire; Vincenzo Bellini est un de ses élèves les plus célèbres. Parmi ses autres élèves, on trouve aussi Saverio Mercadante, Errico Petrella, Salvatore Agnelli, Luigi Ricci.
Il compose plusieurs œuvres vocales et pour le clavier. Il a composé deux opéras, un Miserere, une symphonie et d'autres œuvres orchestrales.